# Ischaemum copeanum
Ischaemum copeanum är en gräsart som beskrevs av Sreek., V.J.Nair och N.Chandrasekharan Nair. Ischaemum copeanum ingår i släktet Ischaemum och familjen gräs. Inga underarter finns listade i Catalogue of Life.